# 张弼士
张弼士（Cheong Fatt Tze，1841年—1916年9月12日），名振勳，原名肇燮（乡下称兆燮），字弼士，以字行，大清國廣東省潮州府大埔縣人（今属梅州市大埔县）。清末民初实业家，馬來西亞華人领袖。

## 生平
張弼士於1840年生於廣東省潮州府大埔縣(今屬梅州市大埔縣)一個貧窮的客家人家庭。張先生很小的時候就開始在村裡放牛，16岁時一个人下南洋谋生。先从印尼雅加达米店勤杂工做起，经过辛苦打拼，先后在苏门答腊、爪哇创办垦殖公司，在馬來西亞槟城、印尼雅加达、亚齐等地开办远洋轮船公司，并在新加坡、雅加达、香港和广州开设药行。
1893年，張弼士晉身仕途，成為「大清國駐檳城第一任副領事」。他于光绪21年（1895年）在烟台种植葡萄，后成为张裕葡萄酒创始人。他当时号称“南洋首富”，资产高达8,000万两白银，而那时的清朝国库年收入也才8,000万两。被美国人称作中国的“洛克菲勒”。
由1890年代起，張弼士将大量资金调入中国，在广州创办過张裕安堂药行、广州亚通机器织布厂，置有靖海路的张裕安堂和广州河南新安里的五知堂等府第，广州朝天路的孝友街以其原建张孝友堂而得名。
1900年黄河决口之后，张弼士发起募集到了百万余来赈灾。1907年4月，張弼士被任命為督辦鐵路大臣，主管粵漢鐵路及其支線的事宜。可惜，大清國為貸款在1911年將鐵路權抵押予外國財團。僅發回民間投資者原有股本六成，粵、湘、鄂與南洋紳商捐失慘重。
在张弼士的发动下，新加坡、马来亚两地相继创建了8所华文学校。在辛亥革命之初，他鼓励自己的儿子加入同盟会，并组织南洋企业秘密援助，捐款捐物支持建立亞洲第一個民主共和國中華民國。
他一生大部分時間居住在馬來亞和荷屬東印度群島，是一位強大的南洋商業巨頭，也是中國的一流官員；他被任命為駐新加坡總領事兼經濟顧問。他曾被認為是馬來亞首富，擁有8000萬兩白銀（約合今天的24億美元），因此獲得了“中國洛克菲勒”的綽號。

## 逝世
1916年9月12日，張弼士因肺炎在巴達維亞去世，遺體被送回中國安葬。在它最後的旅程中途經檳城、新加坡和香港，海外華僑華人對這位偉大人物的去世深感悲痛。中國政府派高級官員出席他的葬禮，並命令國家檔案館將他的生平記錄在史料中，以便他的貢獻永遠被銘記。英國統治時期和荷蘭帝國當局均下令降半旗，以紀念這位被譽為「東方的約翰·D·洛克菲勒」的人。他有八個妻子，在他的貿易帝國（主要是東南亞）擁有多處住宅，但他把檳城作為他的住處，並在那裡養育了他的六個兒子。

## 家庭
张弼士娶8名妻子，共8子1女：
- 長房儿子张绶卿，张弼士下南洋（1858年）前所娶大房为陈氏（—1902）[9][10][11][12]
  - 孙子
    - 曾孙張廣懷[13]
    - 曾孙女张广珠、张广田[14]
- 长子张秩捃，民国大埔县首任县长、烟台张裕公司的负责人。张弼士1861年娶二房温氏[9][10][15]
  - 孙子张竹岩，行五[16][17]
    - 曾孙張廣荃，《葡萄酒鋼琴之眷戀——從地中海到山東的渤海灣》一书作者[16]
- 三房儿子張美瑯[8]
  - 孙子
    - 曾孙
      - 玄孙張祥敏（1964—）[8][18]
- 四子张剑豪，四姨太朱润芝所生[9][19][20][21][22]
  - 孙子张世昭（1950—，香港/伦敦），同辈裡最小的[23][24][25]
    - 三名曾孙女（英国）

  - 另有一名孙子（加拿大）与两名孙女（香港与加拿大）
- 五子张仕琅，居槟城[26]
- 六子张巨烺，娶李德贞[7]
  - 孙女张世禄（1925—1962）、张世清（1933—）[7]
- 七子张应铭，1915年同张弼士随中华游美实业团，参加在美国旧金山举办的巴拿马万国博览会[27][28]
- 幼子张淦琅（锦龙？，1915—1989），张弼士故居 (马来西亚)原业主，七姨太陳錦寶（遗嘱中唯一提及的妻妾）所生，儿媳妇唐秀美[7][12][29][30][31]
  - 张世荣，槟城中华小学教师[32]
- 另有女儿传姑、妹姑、五姑、奶姑以及多位孙子居住在槟城[26]